# مارسيل كريستوف
مارسيل كريستوف (بالفرنسية: Marcel Christophe)‏ هو لاعب كرة قدم لوكسمبورغي، ولد في 19 أغسطس 1974. لعب مع FC Mondercange ‏.

## وصلات خارجية
- مارسيل كريستوف على موقع قاعدة بيانات كرة القدم.إي يو (الإنجليزية)
- مارسيل كريستوف على موقع ناشيونال فوتبول تيمز (الإنجليزية)
- مارسيل كريستوف على موقع عالم كرة القدم.نت (الإنجليزية)